# Chasseguey
Chasseguey är en kommun i departementet Manche i regionen Normandie i norra Frankrike. Kommunen ligger i kantonen Juvigny-le-Tertre som tillhör arrondissementet Avranches. År 2018 hade Chasseguey 83 invånare.

## Befolkningsutveckling
Antalet invånare i kommunen Chasseguey
| Referens: INSEE |